# Neodillenia
Neodillenia é um género botânico pertencente à família Dilleniaceae.

## Espécies
- Neodillenia coussapoana Aymard
- Neodillenia peruviana Aymard
- Neodillenia venezuelana Aymard

1. ↑  «Neodillenia — World Flora Online». www.worldfloraonline.org. Consultado em 19 de agosto de 2020